# Half Moon Bay
Half Moon Bay é uma cidade costeira localizada no estado americano da Califórnia, no Condado de San Mateo. Situa-se aproximadamente 40 km ao sul de São Francisco. Foi incorporada em 1959. Possui quase 12 mil habitantes, de acordo com o censo nacional de 2020.
Imediatamente ao norte de Half Moon Bay está o Porto Pillar Point e a comunidade não incorporada de Princeton-by-the-Sea. Half Moon Bay é conhecida por Mavericks, um local de surf de ondas grandes. É chamado Half Moon Bay por causa de sua forma crescente.
Originalmente um posto avançado agrícola para a Missão San Francisco de Asís, a cidade foi fundada na década de 1840 primeiro como San Benito, e depois como sua comunidade de pescadores cresceu, foi renomeada para Spanishtown. Em 1874, foi novamente renomeado para Half Moon Bay. Após as conexões ferroviárias e rodoviárias no início de 1900, a cidade cresceu. O clima nebuloso da costa tornou a cidade um destino popular para beber durante a proibição.
A infraestrutura da cidade está fortemente integrada à costa, incluindo o Porto Pillar Point, as principais estradas e o corpo de bombeiros. A economia de Half Moon Bay é dominada por um conjunto de negócios, o maior deles é o Ritz-Carlton Half Moon Bay, que emprega 500 pessoas e é uma importante fonte de renda de propriedade e turismo para a cidade.

## Geografia
De acordo com o Departamento do Censo dos Estados Unidos, a cidade tem uma área de 16,20 km², dos quais 16,17 km² estão cobertos por terra e 0,03 km² (0,2%) por água.

### Localidades na vizinhança
O diagrama seguinte representa as localidades num raio de 16 km ao redor de Half Moon Bay.

## Demografia
Desde 1960, o crescimento populacional médio, a cada dez anos, é de 40,3%.

### Censo 2020
Segundo o censo nacional de 2020, a sua população é de 11 795 habitantes e sua densidade populacional de 729,6 hab/km². Seu crescimento populacional na última década foi de 4,2%, abaixo do crescimento estadual de 6,1%. É a 14ª cidade mais populosa e também a 14ª mais densamente povoada do condado de San Mateo.
Possui 4 833 residências que resulta em uma densidade de 298,9 residências/km² e um aumento de 10,0% em relação ao censo anterior. Deste total, 5,5% das unidades habitacionais estão desocupadas. A média de ocupação é de 2,6 pessoas por residência.
A renda familiar média é de 134 177 dólares e a taxa de emprego é de 63,6%.

### Censo 2010
Segundo o censo nacional de 2010, a sua população era de 11 324 habitantes e sua densidade populacional de 681 hab/km². Possuía 4 395 residências que resultava em uma densidade de 264,3 residências/km².

## Marcos históricos
O Registro Nacional de Lugares Históricos lista cinco marcos históricos em Half Moon Bay. O primeiro marco foi designado em 9 de maio de 1973 e o mais recente em 7 de abril de 2014, o Pilarcitos Creek Bridge.